# جزیره مرجانی پالمیرا
جزیره مرجانی پالمیرا یکی از جزایر آمریکا در اقیانوس آرام شمالی است.

## نگارخانه

پرچم غیررسمی جزیره مرجانی پالمیرا
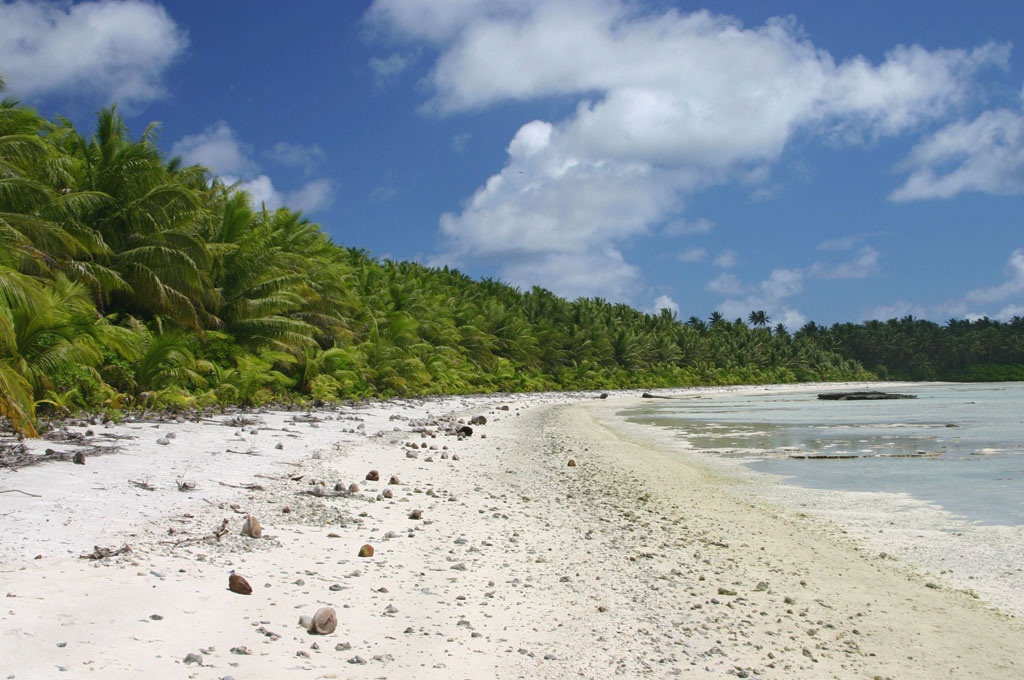
ساحل شمالی جزیرهٔ پالمیرا
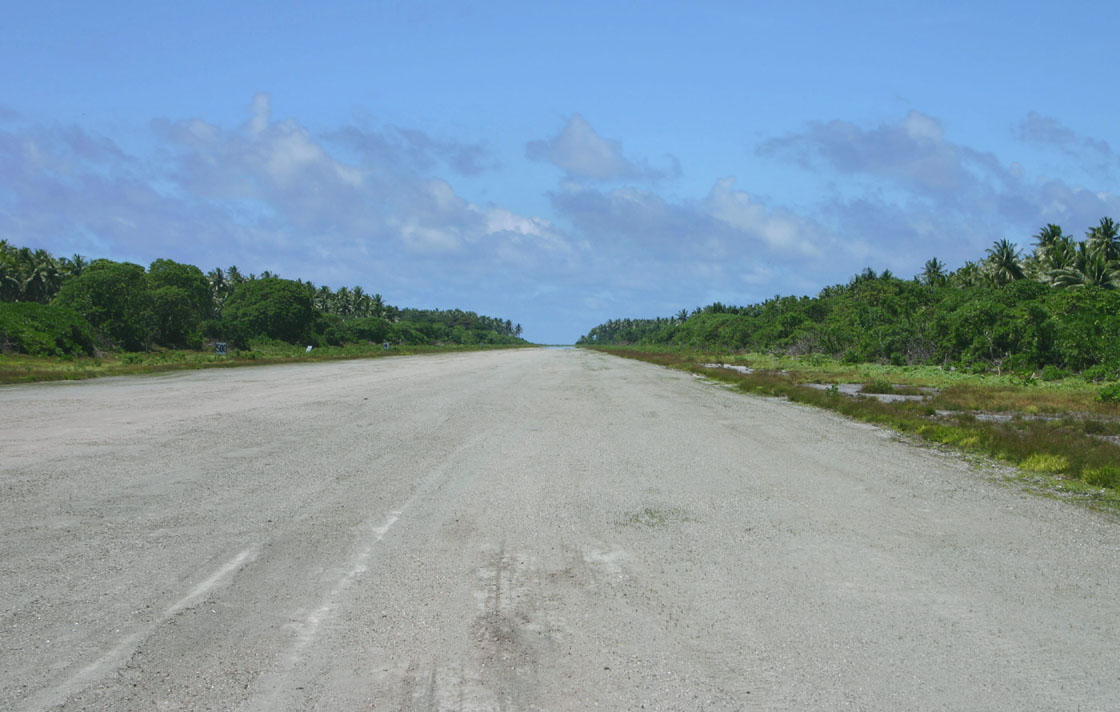
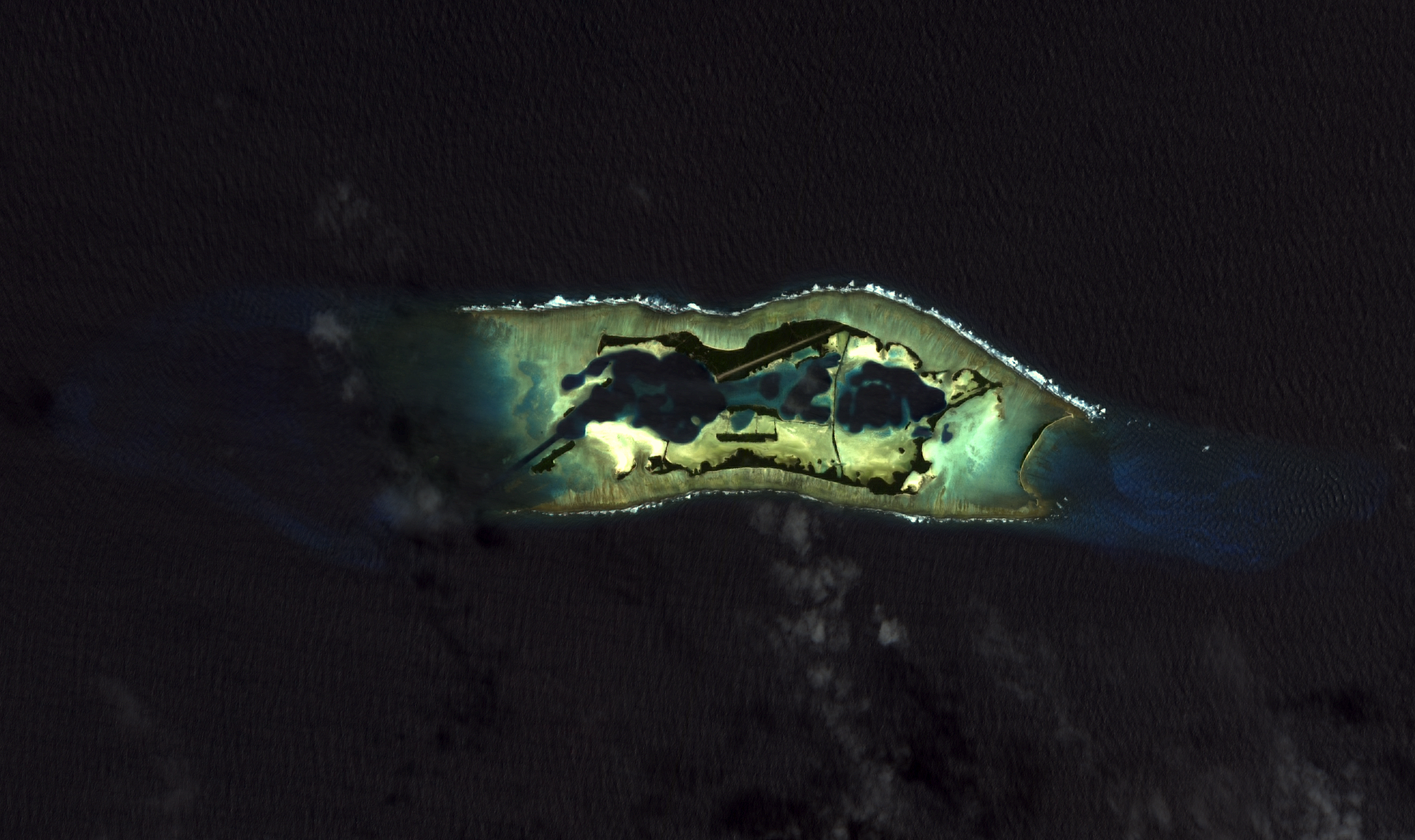